# Medikán Ianos

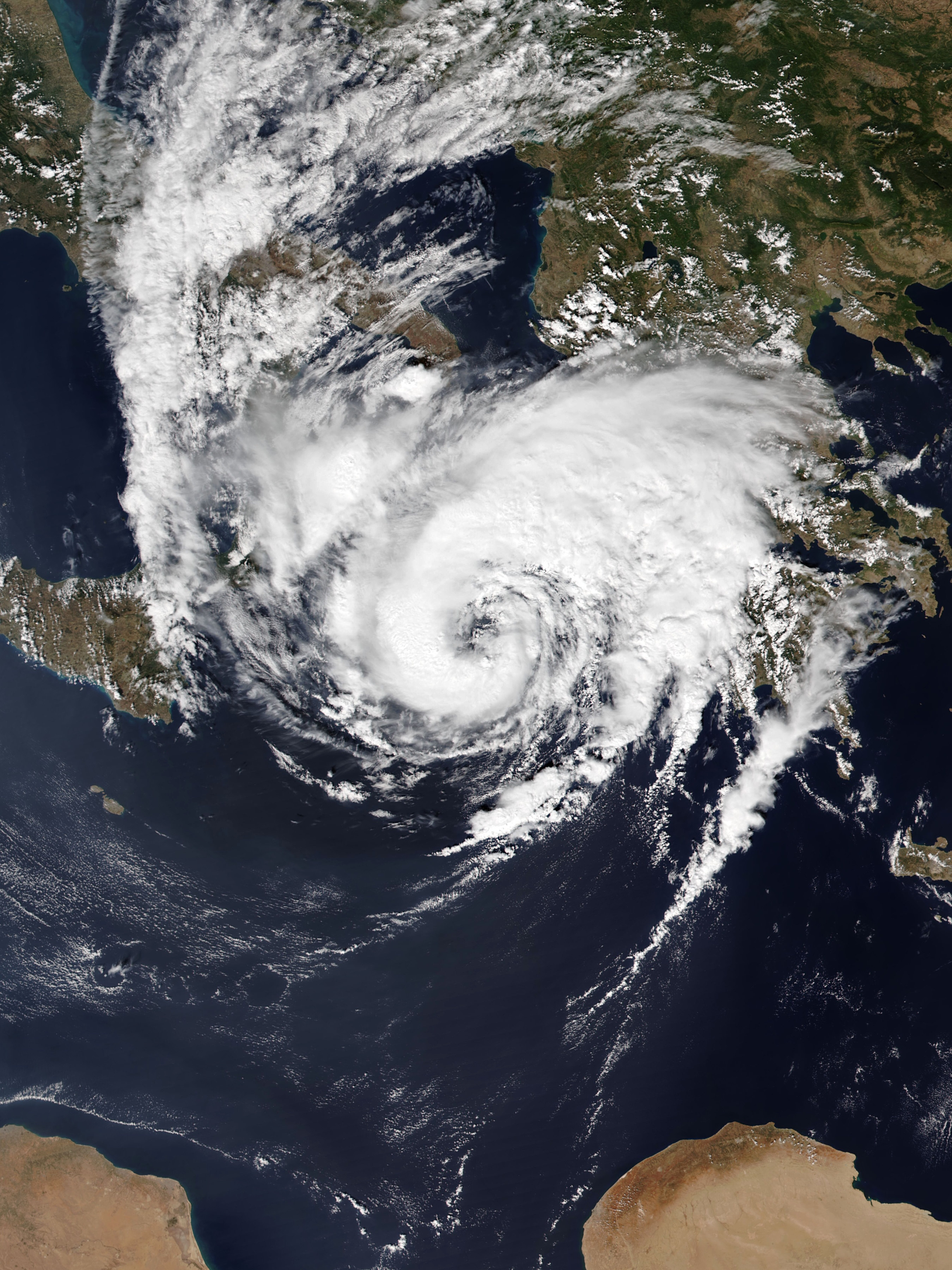
Medikán Ianos blížící se k Řecku dne 17. září 2020.

Ianos nebo taky Udine byl silný medikán, který 18. září tvrdě zasáhl Řecko a částečně i jih Itálie. Po hlavním úderu na Řecko stihl zasáhnout už jako oslabená cyklóna i Krétu a jeho zbytky dorazily do Egypta. Maximální 1minutová vytrvalá rychlost větru dosáhla 140 km/h a nejnižší tlak klesl 984 hPa (ekvivalent středního hurikánu 1. kategorie). Ianos způsobil škody ve výši minimálně 100 miliónů dolarů a připravil o život čtyři lidi.

## Postup
Dne 10. září se tlaková níže ve výšce ocitla nad západním Středozemním mořem, postupovala dále na východ a 14. září se dostala až na jih Středozemního moře. V tomto dni se mezitím začala vytvářet při zemi tlaková níže s teplým jádrem nad Velkou Syrtou. Dne 15. září rychlost větru zesílila na 65 km/h a tlak klesl na 1010 hPa, konvekce trochu ustala, ale centrum začalo být dobře definované. V tu dobu už byla považována neoficiálně za tropickou bouři. Večer téhož dne došlo k obnovení hluboké konvekce, ale systém začal být pod vlivem silnějšího střihu větru a začal se pohybovat směrem na sever k Itálii. Odpoledne 16. září střih větru zeslábl a cyklóna rapidně změnila svůj vzhled. V ten samý den večer pravděpodobně dosáhla svého prvního maxima, kdy rychlost větru dosáhla 120 km/h a tlak klesl na 988 hPa, což je hraniční hurikán 1. kategorie. Během noci cyklóna zeslábla a konvekce ustala, ale oblačnost byla rozmístěná všude kolem centra. Během 17. září se struktura výrazně zlepšila a cyklóna opět zesilovala. Dne 18. září v 05:00 SELČ dorazila nad ostrov Kefalonia v plné síle a zastavila se nad Řeckem. Na základě dat cyklóna pravděpodobně dosáhla při přechodu nad ostrovy maximální intenzitu s rychlostmi větru až 140 km/h a tlaku 984 hPa. Během několika hodin začala výrazně slábnout. Dne 19. září se cyklóna začala pohybovat jihovýchodně, rychlost větru v tu dobu dosahovala 60 km/h a tlak stoupl na 1004 hPa. Poblíž Kréty se dočasně reorganizovala, ale narazila na silnější střih větru nad východním Středomořím.  Výsledkem bylo slábnutí až úplný rozpad u Kyrenaiky.

## Následky

### Jižní Itálie a Sicílie
Když se 16. září přiblížila cyklóna k jižní Itálii a Sicílii, tak přinesla silné deště. Stanice v Reggio Calabria naměřila až 35 mm srážek, což je víc než měsíční úhrn srážek pro tuto dobu.

### Řecko
Bouře v Kefalonii vyvracela stromy a ve velké části Řecka způsobovala rozsáhlé záplavy. Nejvíc srážek podle dat spadlo v Pertouli, a to celkově 317 mm za 3 dny. Ianos celkem zabil čtyři lidi. V Řecku už pomalu začala sklizeň bavlny, ale bouře způsobila výrazné ztráty na úrodě.